# Callionima modesta
Callionima modesta is een vlinder uit de familie van de pijlstaarten (Sphingidae). De wetenschappelijke naam van de soort is, als Hemeroplanes modesta, voor het eerst geldig gepubliceerd in 1950 door Bruno Gehlen. De naam wordt nu wel als een synoniem beschouwd van Callionima guiarti (Debauche, 1934).